# Epinetron

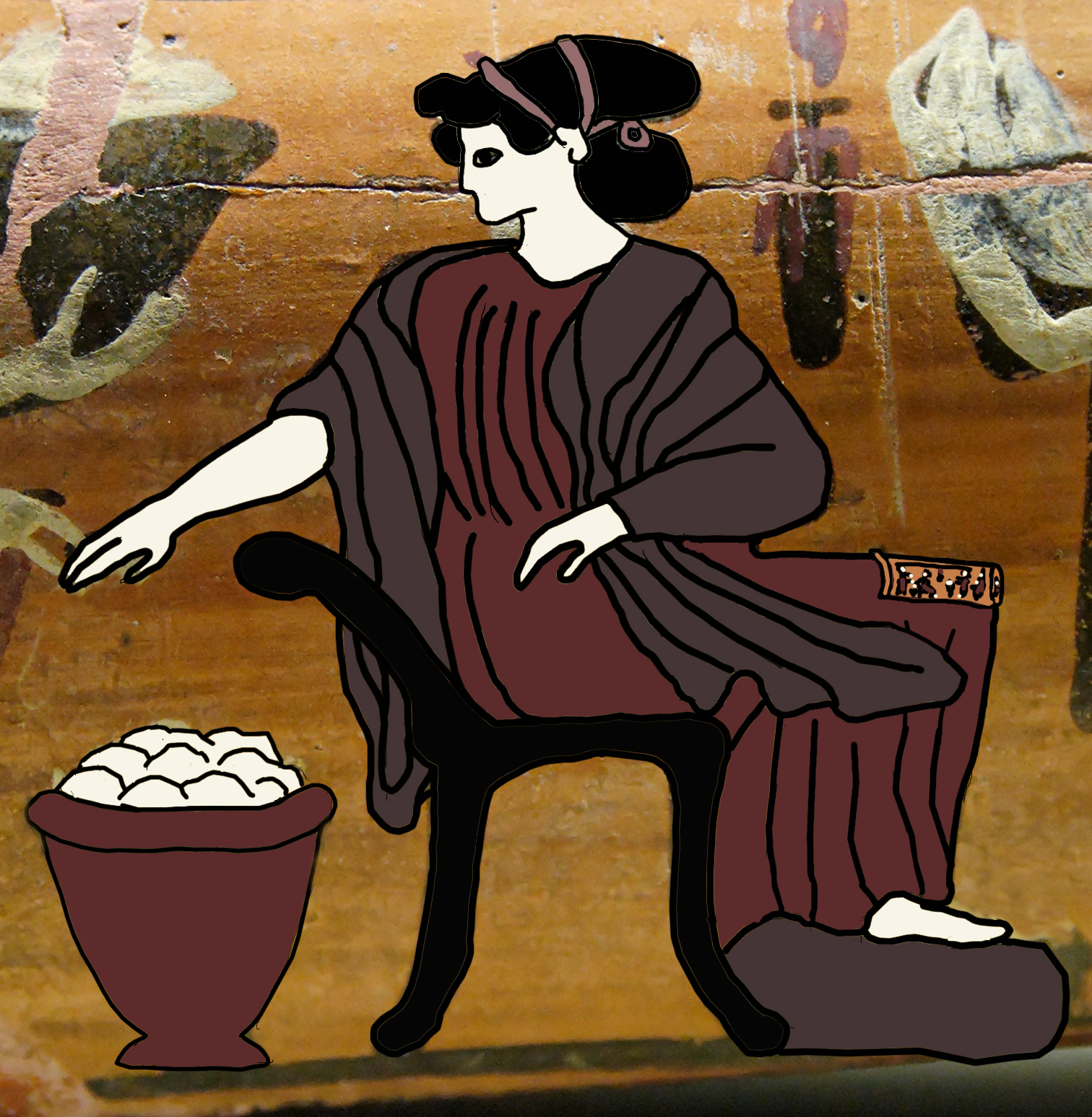
Nutzung eines Epinetrons

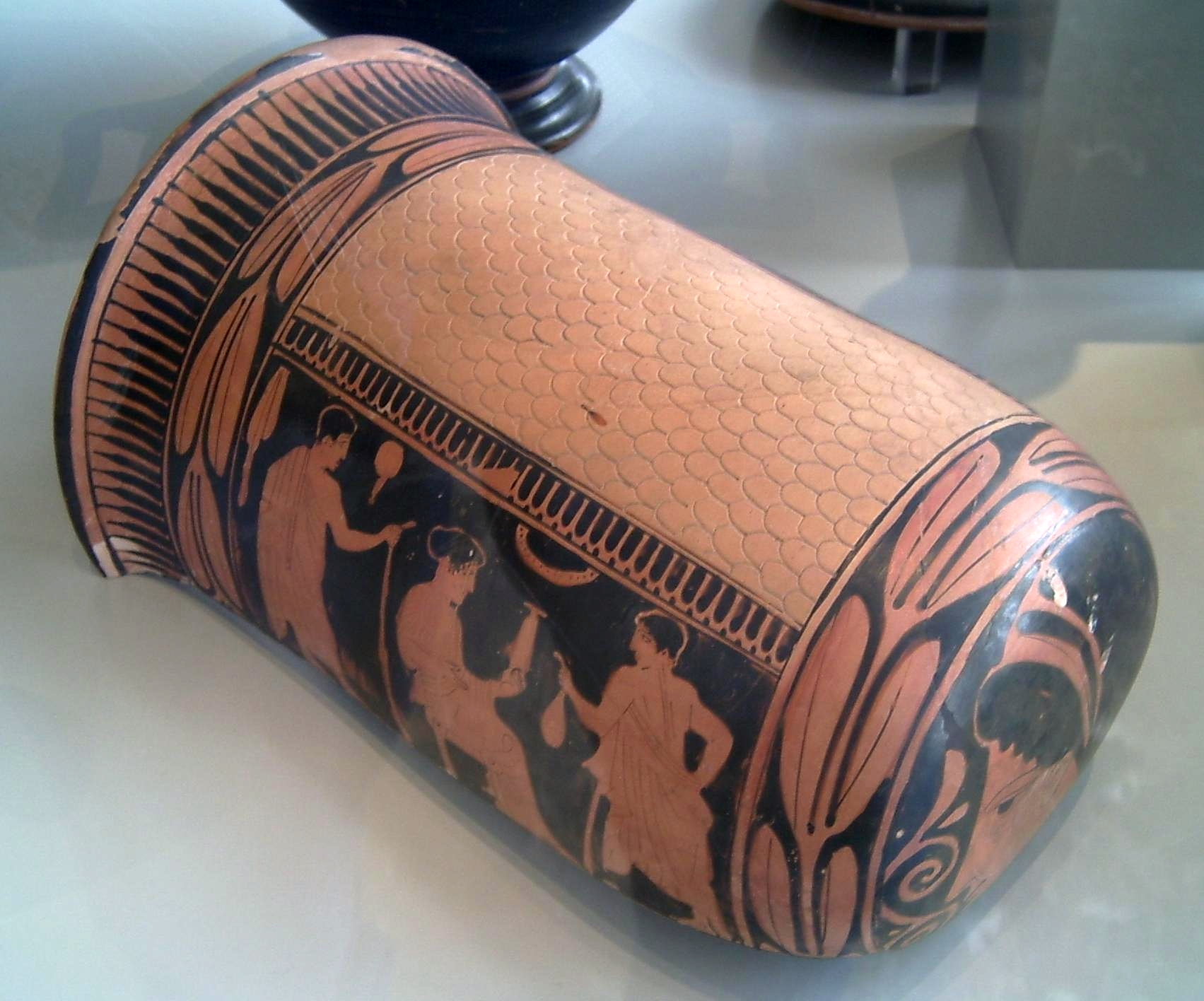
Epinetron in der Antikensammlung Berlin

Ein Epinetron (altgriechisch ἐπίνητρον epínētron) ist ein im 5. Jahrhundert v. Chr. im antiken Griechenland entwickeltes Gerät zur Vorbereitung („ausziehen“) von Spinnwolle. Fälschlich wird das Epinetron oft auch als Onos bezeichnet, darunter ist aber nach Ausweis der antiken Zeugnisse wohl eine Art Fußschemel zu verstehen, der bei der Wollverarbeitung mit dem Epinetron eine Rolle spielt.
Beim Epinetron handelt es sich um eine Art Zylinder, der in Längsrichtung halbiert und auf einer Schmalseite mit einem Verschluss versehen ist. Die Handhabung eines Epinetron wird von Hesychios beschrieben. Danach wurde es auf den Oberschenkel gelegt und dann der bereits gesponnene Wollfaden vor seiner Weiterverarbeitung zum Aufrauen über die raue Oberfläche gezogen.
In attischer Zeit entwickelten sie sich zu einem beliebten Kultgegenstand und wurden unverheiratet verstorbenen Mädchen oft als Grabbeigabe mitgegeben. Das Epinetron wurde aus Ton oder Holz hergestellt; erhalten sind zahlreiche von Vasenmalern bemalte Exemplare.